# Jon J Muth
Jon J Muth (né Jon Jay Muth le 28 juillet 1960 à Cincinnati) est un dessinateur de bande dessinée et illustrateur américain. Depuis 1999, il s'est spécialisé dans les livres pour enfant.

## Biographie
Jon Jay Muth naît le 28 juillet 1960 à  Cincinnati. Sa mère est professeur d'art et dès ses plus jeunes années, il est attiré par la peinture. Ce n'est cependant pas son seul centre d'intérêt et il étudie de nombreux éléments de la culture japonaise comme le Tai Chi Chuan, la calligraphie, l'art de la cérémonie du thé ce qui l'amène à poursuivre des études au Japon. Il commence à dessiner des comics dans les années 1980 et signe Jon J Muth. Il préfère peindre directement ses planches, ce qui tranche avec la technique habituelle du dessin mis ensuite en couleur. Parmi ses premiers travaux se détache la série Moonshadow scénarisée par J. M. DeMatteis entre 1985 et 1987. En 1986, il illustre une adaptation de Dracula et en 1994 il travaille avec Grant Morrison sur le roman graphique The Mystery Play. En 1996, alors qu'il vient d'être père pour la première fois, l'éditeur japonais Kodansha lui propose d'écrire et dessiner une série. Muth crée alors Imaginary Magnitude qui est publié chaque mois durant trois ans et qui aborde les relations entre un père et son fils. Il propose ensuite ce travail à des éditeurs de comics puis à des éditeurs de livres pour enfants mais sans succès. Il continue cependant à illustrer des ouvrages pour les plus jeunes après que son agent lui propose de travailler sur le livre Come On, Rain! de Karen Hesse. En 2005, il illustre l'anthologie poétique A Family Of Poems qui est suivi de deux autres livres de poèmes dont le dernier publié en 2013 s'intitule Poems To Learn By Heart.

## Prix et récompenses
- 1995 : Prix Eisner du meilleur peintre pour The Mystery Play (en)